# Cosmos 1686
Cosmos 1686 (en russe : Космос 1686), ou TKS-4, était un vaisseau TKS inhabité, très modifié, qui a été amarré à la station spatiale soviétique Saliout 7 dans le cadre des tests visant à attacher des modules d'extension scientifiques aux stations en orbite terrestre. Le module qui a été amarré à la station était la composante FGB (Functional Cargo Block) d'un véhicule TKS lancé le 27 septembre 1985 et a été conçu pour tester les systèmes prévus pour une utilisation sur le module de base de la station spatiale Mir. Le vaisseau s'est amarré à Saliout 7 le 2 octobre                  1985, au cours du long séjour des cosmonautes de sa cinquième principale expédition, qui sont arrivés avec le Soyouz T-14.

## Caractéristiques notables
- La capsule de rentrée VA a été grandement modifiée pour transporter des instruments - la rétrofusée et les parachutes ont été remplacés par des équipements scientifiques, dont un télescope infrarouge et le spectromètre Ozon[1].
- Le complexe orbital Saliout 7-Cosmos 1686 avait une masse de 43 tonnes, avec la  livraison de 4500 kg de fret à Saliout 7 par Cosmos 1686 qui permit également de presque doubler la quantité de volume habitable à la disposition de l'équipage de la station, tout en accroissant la quantité d'énergie disponible grâce à ses panneaux solaires de 16 m d'envergure[1].
- Cosmos 1686 amena à la station spatiale environ 8 tonnes d'équipement dont 4 tonnes de pièces de rechange, 3 tonnes de combustibles et 1 tonne d'équipements scientifiques[1].
- Du 19 août au 22 août 1986, les contrôleurs au sol ont rehaussé le complexe vacant Saliout 7-Kosmos 1686 à 474 km par 492 km en utilisant les moteurs de Cosmos 1686. Cela a réduit l'approvisionnement en carburant du complexe à 70 kg (environ 500 kg ont été nécessaires pour la désorbitation contrôlée). En outre, Cosmos 1686 et Saliout 7 ont subi de graves défaillances des systèmes peu de temps après qu'ils eurent été abandonnés, rendant le complexe orbital impossible à maîtriser[1].
- Pour toutes les stations spatiales précédentes, les Soviétiques ont maintenu le contrôle et elles ont été volontairement désorbitées après le dernier départ de leur équipage. Les Soviétiques ont estimé que le rehaussement de l'orbite du complexe lui a conféré une durée de vie de 8 ans en orbite. Ils ont envisagé la récupération de la station en utilisant la navette spatiale Bourane. Cependant, à la suite de retards et finalement de l'annulation du programme Bourane, Kosmos 1686 a subi une rentrée incontrôlée avec Saliout 7 le 7 février 1991, rentrant au-dessus de l'Argentine, dispersant la plupart de ses débris sur la ville de Capitán Bermúdez (en)[2],[3],[4].